# چگونه با پدرتان آشنا شدم
چگونه با پدرتان آشنا شدم یا آشنایی با پدر (انگلیسی: How I Met Your Father) مجموعهٔ تلویزیونی کمدی موقعیت آمریکایی است که از ۱۸ ژانویه ۲۰۲۲ به عنوان دنباله‌ای از آشنایی با مادر توسط شبکه هولو پخش می‌شود. این سریال که با حضور بازیگرانی از جمله هیلاری داف، کریس لوول و فرانسیا رائیسا، تام اینسلی، تین ترن، سورج شارما و کیم کاترال همراه است، زندگی سوفی و دوستانش را در منهتن، نیویورک به تصویر می‌کشد. سوفی در سال ۲۰۵۰ به صورت یک داستان قاب برای پسر نادیده‌اش وقایعی را که پس از ملاقات با پدرش در ژانویه ۲۰۲۲ رخ داد، و اینکه چگونه در نهایت او را به دست آورد، بازگو می‌کند. این سریال در سپتامبر 2023 پس از دو فصل لغو شد.

## داستان
داستان چگونه با پدرتان آشنا شدم در سال ۲۰۵۰ رخ می‌دهد و سوفی داستان چگونگی آشنایی با همسرش را برای پسرش بازگو می‌کند. در اینجا داستان به سال ۲۰۲۲ بازمی‌گردد و سوفی و دوستانش را به تصویر می‌کشد که در جستجوی عشق و شریک زندگی خود هستند.

## بازیگران

### شخصیت اصلی
- هیلاری داف در نقش سوفی، یک عکاس رمانتیک ناامید که به دنبال عشق زندگی‌اش است.
- کریس لوول در نقش جسی، یک موسیقیدان مشتاق که به عنوان راننده اوبر کار می‌کند. او در آپارتمان قدیمی تد، مارشال و لیلی زندگی می‌کند.
- فرانسیا رائیسا در نقش والنتینا، یک دستیار و متخصص مد که بهترین دوست و هم‌خانه‌ای سوفی نیز هست.
- سورج شارما در نقش سید، بهترین دوست و هم‌خانه‌ای جسی که یک بار دارد. او با هانا نامزد کرده‌است.
- تام اینسلی در نقش چارلی، یک اشراف‌زاده بریتانیایی که پس از ملاقات با والنتینا در هفته مد لندن، خانواده خود را رها کرده و به نیویورک آمده‌است.
- تین ترن در نقش الن، خواهرخوانده جسی که پس از طلاق از همسرش به نیویورک نقل مکان کرده‌است.
- کیم کاترال در نقش سوفی آینده، که در سال ۲۰۵۰ برای پسرش داستان آشنایی با پدرش را تعریف می‌کند.

### تکرارکننده
- دنیل آگوستین
- اشلی ریز
- لیتون میستر
- جاش پک
- استونی بلایدن

### مهمان ویژه
- مایکل باربارو
- پجت بروستر
- دن بوکاتینسکی
- کایل مک‌لاکلن
- کوبی اسمالدرز
- لورا بل باندی

## قسمت‌ها
فصل ۱
| شم. | عنوان                      | کارگردان             | نویسنده                                                              | تاریخ پخش اصلی |
| --- | -------------------------- | -------------------- | -------------------------------------------------------------------- | -------------- |
| ۱   | «آزمایشی»                  | پاملا فرایمن         | آیزاک آپتیکر و الیزابت برگر و کارتر بیز و کریگ توماس و امیلی اسپایوی | ۱۸ ژانویه ۲۰۲۲ |
| ۲   | «فومو»                     | پاملا فرایمن         | آیزاک آپتیکر و الیزابت برگر                                          | ۱۸ ژانویه ۲۰۲۲ |
| ۳   | «دلال»                     | کیمبرلی مک‌کولو       | دن لوی                                                               | ۲۵ ژانویه ۲۰۲۲ |
| ۴   | «سی کثیف»                  | پاملا فرایمن         | امیلی گلت                                                            | ۱ فوریه ۲۰۲۲   |
| ۵   | «مامان خوب»                | مرونیکا جوئلا ایوانز | کریستوفر انسل                                                        | ۸ فوریه ۲۰۲۲   |
| ۶   | «استیسی»                   | فیل لویس             | دونالد دیگو                                                          | ۱۵ فوریه ۲۰۲۲  |
| ۷   | «سرکشی ریوکا»              | کلی پارک             | کارن جوزف ادکاک و ریا کاردانا                                        | ۲۲ فوریه ۲۰۲۲  |
| ۸   | «برداشت عالی»              | لیندا تاریک          | جرمی راث                                                             | ۱ مارس ۲۰۲۲    |
| ۹   | «خیابان جی»                | پاملا فرایمن         | آما کوائو و الی تیبالت                                               | ۸ مارس ۲۰۲۲    |
| ۱۰  | «زمان‌بندی مهم‌ترین چیز است» | پاملا فرایمن         | آیزاک آپتیکر و الیزابت برگر                                          | ۱۵ مارس ۲۰۲۲   |

## ساخت
پس از ساخت قسمت آزمایشی آشنایی با بابا در سال ۲۰۱۴ توسط سی‌بی‌اس، که تولید آن ادامه نیافت، در ۱۴ دسامبر ۲۰۱۶ گزارش شد که آیزاک آپتیکر و الیزابت برگر قرار است نسخه آزمایشی جدیدی را از اسپین‌آف قبلی با عنوان آشنایی با پدر با حضور کارتر بیز و کریگ توماس به عنوان تهیه‌کننده اجرایی بنویسند. بعداً اعلام شد که پس از امضای قراردادهای جدید آپتاکر و برگر با تلویزیون فاکس قرن بیستم که در آن هر دو به تهیه‌کنندگان اجرایی و مجریان مجموعه تلویزیونی این ما هستیم ارتقاء یافتند، ایده ساخت آشنایی با پدر تا اطلاع بعدی به حالت تعلیق در آمد.
دانا والدن، رئیس هیئت مدیره فاکس، در ۸ اوت ۲۰۱۷ به ددلاین هالیوود اعلام کرد که این شرکت برای سومین بار در تلاش برای تولید یک اسپین آف با حضور نویسندگان مختلف است. «ددلاین» سه روز پس از آن تاریخ گزارش داد که آلیسون بنت اسپین آف را با همان عنوان پیشین همراه با آپتیکر و برگر خواهد نوشت. همچنین مشخص شد که بیز و توماس بار دیگر به عنوان تهیه‌کننده اجرایی استخدام شدند. این تلاش نیز ناکام ماند.
در ۲۱ آوریل ۲۰۲۱ یک مجموعه اسپین آف با عنوان آشنایی با پدر در ۱۰ قسمت توسط هولو سفارش داده شد. آپتیکر و برگر به عنوان سازنده، نویسنده و تهیه‌کننده اجرایی و هیلاری داف به عنوان تهیه‌کننده آن مشخص شدند. تلویزیون بیستم نیز در تولید سریال مشارکت دارد. پاملا فرایمن نیز در ۲۴ ژوئن ۲۰۲۱ به عنوان تهیه‌کننده اجرایی و کارگردان قسمت آزمایشی به مجموعه پیوست. نخستین قسمت سریال در ۱۸ ژانویه ۲۰۲۲ پخش شد. هولو در ۱۵ فوریه ۲۰۲۲ سریال را برای فصل دوم در ۲۰ قسمت تمدید کرد.

## نقد
این مجموعه نظر رو به منفی منتقدان را جلب کرده‌است. بازبینی جمعی وبسایت راتن تومیتوز بر اساس بررسی ۳۹ منتقد، درصد تأیید ۳۸ را با میانگین امتیاز ۵٫۱ از ۱۰ گزارش کرد. اجماع منتقدان این وب‌سایت می‌گوید: «آشنایی با پدر برای به‌روزرسانی فرمول قبلی خود برای مخاطبان امروزی، زحمت زیادی می‌کشد، اما این بازخوانی ضعیف تنها به یک تقلای دردناک تبدیل شده‌است». متاکریتیک، که از میانگین وزنی استفاده می‌کند، بر اساس نظر ۱۸ منتقد، امتیاز ۴۸ از ۱۰۰ را به آن اختصاص داد که نشان دهنده «نقدهای مختلط یا متوسط» است.

## توضیحات
عنوان آشنایی با پدر هم‌سو با عنوان آشنایی با مادر است که شبکه «فارسی1» برگزیده‌است. ترجمه دقیق‌تر نام این مجموعه تلویزیونی به فارسی چگونه من با پدرتان آشنا شدم است.